# Józef Trzaska
Józef Trzaska (ur. 9 maja 1903 w Choczni, zm. 30 listopada 1965) – polski cieśla i polityk ludowy, poseł na Sejm PRL II i III kadencji.

## Życiorys
Syn Franciszka. Uzyskał wykształcenie zasadnicze zawodowe, z zawodu był cieślą. Od 14 roku życia pracował m.in. w firmie budowlanej we Frysztacie i Trzyńcu. Po I wojnie światowej pracował jako robotnik rolny w dworze w Sławikowie. Za udział w III powstaniu śląskim został osadzony w więzieniu kozielskim, a następnie wydalony z Niemiec. W 1941 został wywieziony na przymusowe roboty do Niemiec. Po II wojnie światowej wstąpił do Zjednoczonego Stronnictwa Ludowego, został instruktorem Zarządu Powiatowego ZSL w Wadowicach, a następnie sekretarzem i prezesem tego zarządu (1950), następnie został prezesem Wojewódzkiego Komitetu ZSL w Opolu (1951), został także członkiem Naczelnego Komitetu ZSL. W 1957 i 1961 uzyskiwał mandat posła na Sejm PRL z okręgów Prudnik i Nysa. W II kadencji zasiadał w Komisji Nadzwyczajnej do rozpatrzenia projektu ustawy o samorządzie robotniczym, a w kolejnej kadencji w Komisji Leśnictwa i Przemysłu Drzewnego.
Został odznaczony Medalem 10-lecia Polski Ludowej (1955), Złotym Krzyżem Zasługi (1952) oraz Krzyżem Oficerskim Orderu Odrodzenia Polski (1955).
Został pochowany na cmentarzu komunalnym w Opolu.